# ژاکلین هیل
ژاکلین هیل (انگلیسی: Jacqueline Hill; زاده ۱۷ دسامبر ۱۹۲۹ – درگذشته ۱۸ فوریهٔ ۱۹۹۳) هنرپیشه اهل بریتانیا بود.
از فیلم‌ها یا برنامه‌های تلویزیونی که وی در آن نقش داشته‌است می‌توان به دکتر هو و داستان‌های باورنکردنی اشاره کرد.